# 独占!男の時間
『独占!男の時間』（どくせんおとこのじかん）は、1975年4月5日から1977年3月26日まで東京12チャンネル（現・テレビ東京）で放送された生放送のバラエティ番組。

## 概要
前番組である『男のスタジオ』が半年で終了し、後継番組としてスタートした。
男性優位の社会であった当時の日本の世相を反映した番組名となっており、男性ファン向けに話題豊富な100分の生放送という形で放送された。初代の司会者は山城新伍と長谷直美のコンビで進行。放送開始から3週目には視聴率8％を記録し、話題となった。『11PM』や『23時ショー』といった、深夜のワイドショーが隆盛された時代、こちらもストリップが放送されるといったお色気要素の強い番組となっていた。

## 番組終了の経緯
成人男性視聴者から熱い支持を得ていたが、回を追うごとに段々と過激になりすぎたため、PTAや、宮本顕治（政治家、日本共産党所属）のポルノ番組追放運動のやり玉に上げられたことや、この種の番組の追放を決めた局の判断により「五反田のイメージからパリのイメージに」路線変更が行われたのち、番組は打ち切りとなった。
山城は番組終了に納得できず、最終回で初代の番組プロデューサー（路線変更方針を無視した番組制作を続けたために解任され、編成部に配転させられた）に謝意を示したのち、「いまのままでいいじゃないか」「局の上層部はきれいな裸ならいいというが、きたない裸なんてどこにありますか」と局の方針を批判するコメントを行った。これに対し局側が「番組を私物化した」「局の方針を批判した」と判断し、山城は1977年4月からの出演が内定していた『木曜洋画劇場』の解説者契約を取り消された。山城は5年後の1981年より『木曜洋画劇場』に起用され、また同局では1984年10月19日開始の『結婚!志願ショー』の司会にもなっている。

## 出演者
- 山城新伍
- 長谷直美
- 笑福亭鶴光
- 笑福亭鶴瓶（下記も参照）
- ツービート
- あき竹城（ヌードダンスを披露）
- 小倉智昭（当時東京12チャンネルアナウンサー）

## 放送時間
どちらも東京12チャンネルの時間帯とする（出典：）。
| 放送期間 | 放送期間  | 放送時間（日本時間）         |
| -------- | --------- | ---------------------------- |
| 1975.4.5 | 1976.3.27 | 土曜 23:15 - 翌1:00（105分） |
| 1976.4.3 | 1977.3.26 | 土曜 23:45 - 翌1:10（85分）  |

## 備考
当時東京12チャンネルのアナウンサーだった小倉は当初は主に競馬のコーナーを担当していたが、後に山城らに勧められてお色気コーナーにも出演。
当時学生だった中尾哲郎（後に『開運!なんでも鑑定団』、『おはスタ』などのヒット番組のプロデューサーとなる）が、この番組を見て、「このようなゲリラ的なテレビ番組をつくってみたい」と東京12チャンネルを志望したという。なお、中尾はこの番組の流れをくむお色気番組『ギルガメッシュないと』の初期のディレクターを担当していた。
また、別の制作スタッフがこの番組を担当した後に独立し、フジテレビで山城が司会の『アイ・アイゲーム』の制作を担当している。
山城は番組開始半年後の1975年10月から半年間、NHK総合テレビの連続テレビ小説『おはようさん』にレギュラー出演するが、そのオファーがあった際にはこの番組に出演していることに触れ、「僕はピンク男ですけどいいんですか?」と尋ねたという（TBS『テレビ探偵団』ゲスト出演時にコメント）。

## 笑福亭鶴瓶が起こした、露出にまつわる騒動
当番組の放送時には（東京では）無名の若手の落語家に過ぎなかった笑福亭鶴瓶は生放送である当番組で2度にわたって、下記の露出にまつわる騒動を起こしている。
事の発端は鶴瓶が1975年に「セクシー美女による温泉リポート」の“出オチ”役で出演した際に、リハーサルで披露したギャグを担当のプロデューサーに傲慢な態度で批判されたことである。これに怒った鶴瓶は、腹いせに本番でテレビカメラが鶴瓶をアップで写すタイミングを狙って、カメラの前で股間を露出。カメラに股間を押し付けた末に、スタジオから強制的に退場させられた。その後1977年3月26日の番組最終回に、司会の山城新伍の計らいで特別に出演。山城から「鶴瓶、今日でこの番組も終わりやしな。なにをやってもかめへんで。おまえの好きなようにやり。」と促され、すると鶴瓶はテレビカメラの前で肛門を見せてスタジオから逃走。その勢いで、東京12チャンネルの敷地内にあった池に飛び込むと、当時の社長である中川順が大切に育てていた時価数百万円の錦鯉を踏み殺した。
最終回での暴挙を重く見た東京12チャンネルは、鶴瓶を無期限の出入禁止に処した。しかし、テレビ東京へ改称した後の2003年に、系列局・テレビ大阪制作の『きらきらアフロ』をテレビ東京の第1スタジオ（当時）で収録。この収録によって、深夜番組への出演が26年振りに認められた。さらに、2008年6月の『きらきらアフロ』生放送スペシャルで、テレビ東京の生放送番組に初めて出演。2014年3月2日放送の『テレビ東京開局50周年記念番組 50年のモヤモヤ映像大放出!この手の番組初めてやりますスペシャル』で、同局がゴールデンタイムで放送する番組への初出演を果たした。
前述のテレビ東京開局50周年記念番組では、以下に記す騒動の再現映像（鶴瓶と同じ松竹芸能所属のTKO・木下隆行を鶴瓶役に起用）やアシスタントMCの長谷直美と当時のフロアディレクター・島川哲雄による証言VTRを放送するとともに、スタジオパートで鶴瓶自身が騒動の顛末を語った。
また、2014年10月28日からは、自らが主演するトーク番組「チマタの噺」が放送を開始し、マスコミの説明会では「鶴瓶、テレビ東京37年ぶりのレギュラー出演」との説明があった（ただし、実際には『きらきらアフロTM』が、2012年4月から、テレビ大阪から制作権をテレビ東京に委譲しているため、実際には37年ぶりではない）。

## 放送局
- 東京12チャンネル（製作局）
- 北海道テレビ（HTB，テレビ朝日系列）：日曜 0:05 - 1:00（土曜深夜）[14]
- 富山テレビ（T34、フジテレビ系列）：土曜 23:15 - 翌0:15[15]
- 静岡放送（SBS、TBS系列）：日曜 0:10 - 1:05（土曜深夜）
- 三重テレビ
- テレビ和歌山
- テレビ熊本（TKU、当時フジテレビ・日本テレビ・NET3系列のトリプルクロスネット）：日曜 0:45 - 1:45（土曜深夜）[16]